# Jéssica Bouzas Maneiro
Jéssica Bouzas Maneiro (n. 24 septembrie 2002, Vilagarcía de Arousa⁠(d), Galicia, Spania) este o jucătoare spaniolă de tenis. Cea mai bună clasare a sa la simplu este locul 74 mondial, în august 2024, și nr. 201 la dublu, în ianuarie 2023.
Ea a câștigat un titlu la simplu în circuitul WTA Challenger Tour, precum și nouă titluri la simplu și patru la dublu în circuitul ITF.